# ボイトゥーテイ
ボイトゥーテイとは、グアラニー族の神話に登場する７体の伝説の怪物のうちの１体である。タウ(英語版)とケラナ(英語版)の二番目の息子である。

## 名前
ボイトゥーテイ（Mbói Tu'i） を直訳した"蛇-オウム" はこの生物の見た目を表す.

## 神話
ボイトゥーテイは巨大なオウムの頭と嘴を持つ巨大な蛇の姿をとる。そして血のように赤い先分かれした舌を持っている。 ボイトゥーテイの 肌 はうろこと縞があり、頭を羽がおおっている。 運の悪いことにボイトゥーテイに出逢ってしまった者を怯えさせるのに十分に凶悪な見た目をしている。 ボイトゥーテイは沼地を巡回し、両生類の生命を守る。ボイトゥーテイは 湿度とお花が好きだ。ボイトゥーテイはとても遠くからでも聞こえる信じられないくらい力強く恐ろしい鳴き声を上げ、その声は聞いたものに恐怖を植え付ける。 ボイトゥーテイは水生生物と湿地の守護者とみなされる。